# Patrício Teodoro Álvares Ferreira
Patrício Teodoro Álvares Ferreira (Albergaria-a-Velha, Albergaria-a-Velha, 1846 — 1932) foi um português dos séculos XIX e XX. Distinguiu-se como professor, historiador, jornalista e autarca, servindo como administrador do concelho e então presidente da Câmara Municipal de sua vila natal.